# Clasificación para la Copa Africana de Naciones de 2002
La Clasificación para la Copa Africana de Naciones 2002 contó con la participación de 49 selecciones nacionales afiliadas a la Confederación Africana de Fútbol y se jugó del 30 de junio de 2000 al 17 de junio de 2001.
Camerún clasificó a la fase final del torneo como el campeón de la edición anterior, mientras que Malí clasificó directamente como el país organizador del evento.

## Preliminar
Egipto, Argelia, Ghana, Nigeria, Senegal, Sudáfrica y Túnez avanzaron directamente a la fase de grupos por haber llegado a los cuartos de final en la edición anterior del torneo.
| Equipo 1                 | Agr.           | Equipo 2        | Ida | Vuelta |
| ------------------------ | -------------- | --------------- | --- | ------ |
| Mauritania               | 0-3            | Burkina Faso    | 0-0 | 0-3    |
| Gambia                   | 2-4            | Guinea          | 2-2 | 2-4    |
| Santo Tomé y Príncipe    | 2-5            | Gabón           | 1-1 | 1-4    |
| Guinea Ecuatorial        | 0-2            | Angola          | 0-1 | 1-4    |
| Benín                    | 4-8            | Namibia         | 2-0 | 2-8    |
| Níger                    | 0-7            | Costa de Marfil | 0-1 | 0-6    |
| Cabo Verde               | 1-3            | Liberia         | 1-0 | 0-3    |
| Sierra Leona             | 2-2 (2-4 pen.) | Togo            | 2-0 | 0-2    |
| República Centroafricana | 1-3            | RD Congo        | 1-1 | 0-2    |
| Sudán                    | 6-3            | Eritrea         | 5-1 | 1-2    |
| Ruanda                   | 3-6            | Congo           | 2-1 | 1-5    |
| Yibuti                   | 1-4            | Burundi         | 1-3 | 0-1    |
| Botsuana                 | 1-2            | Madagascar      | 1-0 | 0-2    |
| Chad                     | 4-4 (7-8 pen.) | Libia           | 3-1 | 1-3    |
| Etiopía                  | 1-2            | Zambia          | 1-0 | 0-2    |
| Seychelles               | 0-6            | Zimbabue        | 0-1 | 0-5    |
| Tanzania                 | 2-4            | Mauricio        | 0-1 | 2-3    |
| Uganda                   | 5-2            | Malaui          | 3-1 | 2-1    |
| Lesoto                   | 1-1 (3-2 pen.) | Mozambique      | 1-0 | 0-1    |
| Suazilandia              | 3-5            | Kenia           | 3-2 | 0-3    |
| Marruecos                | w.o.           | Guinea-Bisáu    | -   | -      |

## Fase de grupos

### Grupo 1
| País       | Pts | J | G | E | P | GF | GC | GD |
| ---------- | --- | - | - | - | - | -- | -- | -- |
| Nigeria    | 14  | 6 | 4 | 2 | 0 | 9  | 1  | +8 |
| Zambia     | 8   | 6 | 2 | 2 | 2 | 5  | 5  | 0  |
| Madagascar | 5   | 6 | 1 | 2 | 3 | 5  | 7  | −2 |
| Namibia    | 5   | 6 | 1 | 2 | 3 | 5  | 11 | −6 |

| Equipo 1   | Resultado | Equipo 2   |
| ---------- | --------- | ---------- |
| Nigeria    | 4-0       | Namibia    |
| Zambia     | 1-2       | Madagascar |
| Madagascar | 0-0       | Nigeria    |
| Namibia    | 1-2       | Zambia     |
| Nigeria    | 1-0       | Zambia     |
| Namibia    | 2-2       | Madagascar |
| Zambia     | 1-1       | Nigeria    |
| Madagascar | 1-2       | Namibia    |
| Nigeria    | 1-0       | Madagascar |
| Zambia     | 0-0       | Namibia    |
| Namibia    | 0-2       | Nigeria    |
| Madagascar | 0-1       | Zambia     |

### Grupo 2
| País      | Pts | J | G | E | P | GF | GC | GD  |
| --------- | --- | - | - | - | - | -- | -- | --- |
| Liberia   | 13  | 6 | 4 | 1 | 1 | 14 | 4  | +10 |
| Sudáfrica | 12  | 6 | 3 | 3 | 0 | 9  | 4  | +5  |
| Congo     | 5   | 6 | 1 | 2 | 3 | 4  | 9  | −5  |
| Mauricio  | 2   | 6 | 0 | 2 | 4 | 2  | 12 | −10 |

| Equipo 1  | Resultado | Equipo 2  |
| --------- | --------- | --------- |
| Liberia   | 4-0       | Mauricio  |
| Congo     | 1-2       | Sudáfrica |
| Mauricio  | 1-2       | Congo     |
| Sudáfrica | 2-1       | Liberia   |
| Mauricio  | 1-1       | Sudáfrica |
| Liberia   | 5-1       | Congo     |
| Sudáfrica | 3-0       | Mauricio  |
| Congo     | 0-1       | Liberia   |
| Liberia   | 1-1       | Sudáfrica |
| Congo     | 0-0       | Mauricio  |
| Mauricio  | 0-2       | Liberia   |
| Sudáfrica | 0-0       | Congo     |

### Grupo 3
| País      | Pts | J | G | E | P | GF | GC | GD |
| --------- | --- | - | - | - | - | -- | -- | -- |
| Marruecos | 10  | 6 | 3 | 1 | 2 | 5  | 4  | +1 |
| Túnez     | 8   | 6 | 2 | 2 | 2 | 9  | 7  | +2 |
| Gabón     | 8   | 6 | 2 | 2 | 2 | 8  | 8  | 0  |
| Kenia     | 6   | 6 | 1 | 3 | 2 | 5  | 8  | −3 |

| Equipo 1  | Resultado | Equipo 2  |
| --------- | --------- | --------- |
| Gabón     | 2-0       | Marruecos |
| Kenia     | 0-0       | Túnez     |
| Túnez     | 4-2       | Gabón     |
| Marruecos | 1-0       | Kenia     |
| Túnez     | 0-1       | Marruecos |
| Kenia     | 2-1       | Gabón     |
| Marruecos | 2-0       | Túnez     |
| Gabón     | 1-1       | Kenia     |
| Kenia     | 1-1       | Marruecos |
| Gabón     | 1-1       | Túnez     |
| Marruecos | 0-1       | Gabón     |
| Túnez     | 4-1       | Kenia     |

### Grupo 4
| País         | Pts | J | G | E | P | GF | GC | GD |
| ------------ | --- | - | - | - | - | -- | -- | -- |
| Argelia      | 11  | 6 | 3 | 2 | 1 | 9  | 7  | +2 |
| Burkina Faso | 11  | 6 | 3 | 2 | 1 | 4  | 3  | +1 |
| Angola       | 8   | 6 | 2 | 2 | 2 | 8  | 7  | +1 |
| Burundi      | 2   | 6 | 0 | 2 | 4 | 2  | 6  | −4 |

| Equipo 1     | Resultado | Equipo 2     |
| ------------ | --------- | ------------ |
| Burundi      | 0-0       | Angola       |
| Argelia      | 1-1       | Burkina Faso |
| Burkina Faso | 1-0       | Burundi      |
| Angola       | 2-2       | Argelia      |
| Argelia      | 2-1       | Burundi      |
| Burkina Faso | 1-0       | Angola       |
| Burundi      | 0-1       | Argelia      |
| Angola       | 2-0       | Burkina Faso |
| Argelia      | 3-2       | Angola       |
| Burundi      | 0-0       | Burkina Faso |
| Burkina Faso | 1-0       | Argelia      |
| Angola       | 2-1       | Burundi      |

### Grupo 5
| País    | Pts | J | G | E | P | GF | GC | GD |
| ------- | --- | - | - | - | - | -- | -- | -- |
| Togo    | 10  | 4 | 3 | 1 | 0 | 7  | 0  | +7 |
| Senegal | 5   | 4 | 1 | 2 | 1 | 4  | 2  | +2 |
| Uganda  | 1   | 4 | 0 | 1 | 3 | 1  | 10 | −9 |
| Guinea  | 0   | 0 | 0 | 0 | 0 | 0  | 0  | 0  |

| Equipo 1 | Resultado | Equipo 2 |
| -------- | --------- | -------- |
| Senegal  | 0-0       | Togo     |
| Togo     | 3-0       | Uganda   |
| Uganda   | 1-1       | Senegal  |
| Senegal  | 3-0       | Uganda   |
| Uganda   | 0-3       | Togo     |
| Togo     | 1-0       | Senegal  |

### Grupo 6
| País     | Pts | J | G | E | P | GF | GC | GD |
| -------- | --- | - | - | - | - | -- | -- | -- |
| Ghana    | 13  | 6 | 4 | 1 | 1 | 16 | 8  | +8 |
| RD Congo | 8   | 6 | 2 | 2 | 2 | 7  | 9  | −2 |
| Lesoto   | 6   | 6 | 1 | 3 | 2 | 7  | 9  | −2 |
| Zimbabue | 6   | 6 | 2 | 0 | 4 | 8  | 12 | −4 |

| Equipo 1 | Resultado | Equipo 2 |
| -------- | --------- | -------- |
| Zimbabue | 3-2       | RD Congo |
| Lesoto   | 3-3       | Ghana    |
| Ghana    | 4-1       | Zimbabue |
| RD Congo | 1-1       | Lesoto   |
| Zimbabue | 1-2       | Lesoto   |
| RD Congo | 2-1       | Ghana    |
| Lesoto   | 0-1       | Zimbabue |
| Ghana    | 3-0       | RD Congo |
| Zimbabue | 1-2       | Ghana    |
| Lesoto   | 0-0       | RD Congo |
| RD Congo | 2-1       | Zimbabue |
| Ghana    | 3-1       | Lesoto   |

### Grupo 7
| País            | Pts | J | G | E | P | GF | GC | GD |
| --------------- | --- | - | - | - | - | -- | -- | -- |
| Egipto          | 13  | 6 | 4 | 1 | 1 | 11 | 6  | +5 |
| Costa de Marfil | 11  | 6 | 3 | 2 | 1 | 9  | 4  | +5 |
| Libia           | 6   | 6 | 2 | 0 | 4 | 4  | 10 | −6 |
| Sudán           | 4   | 6 | 1 | 1 | 4 | 3  | 7  | −4 |

| Equipo 1        | Resultado | Equipo 2        |
| --------------- | --------- | --------------- |
| Egipto          | 1-0       | Costa de Marfil |
| Libia           | 1-0       | Sudán           |
| Sudán           | 0-1       | Egipto          |
| Costa de Marfil | 2-1       | Libia           |
| Egipto          | 4-0       | Libia           |
| Costa de Marfil | 2-0       | Sudán           |
| Sudán           | 0-0       | Costa de Marfil |
| Libia           | 2-0       | Egipto          |
| Egipto          | 3-2       | Sudán           |
| Libia           | 0-3       | Costa de Marfil |
| Costa de Marfil | 2-2       | Egipto          |
| Sudán           | 1-0       | Libia           |

## Clasificados
| - Malí (Anfitrión) - Nigeria - Liberia - Marruecos - Argelia - Togo - Ghana - Egipto | - Camerún (Campeón Defensor) - Zambia - Sudáfrica - Túnez - Burkina Faso - Senegal - RD Congo - Costa de Marfil |